# X2: The Threat
Cet article concerne le jeu vidéo sorti en 2003. Pour le jeu vidéo sorti en 1997, voir X2 (jeu vidéo). Pour le film de super-héros, voir X-Men 2.
X2: The Threat (stylisé X²: The Threat, littéralement X2 : La Menace) est un jeu vidéo de combat spatial et de simulation développé par Egosoft et sorti en 2003 sur Windows, Mac et Linux.

## Accueil
- Computer Gaming World : 3,5/5[1]
- Eurogamer : 5/10[2]
- Game Informer : 7/10[3]
- GameSpot : 7,2/10[4]
- GameSpy : 4,5/5[5]
- GameZone : 8,4/10[6]
- IGN : 7,3/10[7]
- Jeuxvideo.com : 15/20[8]
- PC Gamer US : 77 %[9]

## X2: The Return
X2: The Return est l'extension du jeu. Elle est sortie le 29 avril 2005 exclusivement en Europe.